# Mailhoc
Mailhoc é uma comuna francesa na região administrativa de Occitânia, no departamento de Tarn. Estende-se por uma área de 12,67 km². Em 2010 a comuna tinha 310 habitantes (densidade: 24,5 hab./km²).